# Královské divadlo Drury Lane
Královské divadlo Drury Lane, anglicky Theatre Royal, Drury Lane, je divadlo ve známé londýnské divadelní čtvrti West End. Navzdory svému názvu se nenachází na ulici Drury Lane, ale vchod je v ulici Catherine Street. Bylo založeno již v roce 1663 (pod názvem Theatre Royal in Bridges Street) a prošlo několika přestavbami a požáry (1672, 1809). Dnešní budova byla postavena roku 1812. Je to nejstarší divadelní prostor v Londýně, které je stále v provozu. Dnešním vlastníkem je skladatel Andrew Lloyd Webber. Kapacita je 1993 diváků. Divadlo má tradici dramatu, opery, baletu i pantomimy, ale od druhé světové války je známé především jako divadlo muzikálové. Vystupovali zde nebo zde uváděli svá díla mnozí slavní umělci, jako byli Nell Gwynová, John Dryden, William Wycherley, Colley Cibber, David Garrick, Richard Brinsley Sheridan, Edmund Kean, Ivor Novello, Noël Coward, Richard Rodgers a Oscar Hammerstein II, Alan Jay Lerner a Frederick Loewe. Řada amerických muzikálů zde měla ve 20. století britskou premiéru. Divadlo bylo v roce 1958 zařazeno do seznamu britských památek I. stupně a v roce 2013 prošlo čtyřmilionovou rekonstrukcí, která vrátila veřejné prostory divadla do jejich původního stylu. Divadlo má od svých počátků stále stejný zasedací pořádek a sál je stále jedním z největších v londýnském West Endu. V roce 2012 bylo jedním ze 40 divadel, která byla zahrnuta do dokumentární série společnosti Sky Art Great West End Theatres, kterou uváděl Donald Sinden. S divadlem je spojena řada legend a duchařských pověstí. Údajně se zde objevuje několik duchů, včetně “Muže v šedém”, který je považován za dobré znamení pro herce nebo produkci. Bloudit zde mají též duchové herců Charlese Macklina, Josepha Grimaldi, Dana Lena a skladatela Louis-Antoine Julliena. V roce 1800 se zde pokusil o atentát na krále Jiřího III. James Hadfield. Vystřelil z pistole směrem k královské lóži, ale minul.